# Bulbophyllum pachyacris
Bulbophyllum pachyacris là một loài phong lan thuộc chi Bulbophyllum.